# 露峰茂明
露峰 茂明（つゆみね しげあき、1951年 - ）は、日本の数学者。三重大学教授。専門は代数学、保型関数論。

## 来歴・人物
1974年、埼玉大学理工学部数学科卒業。1979年、筑波大学大学院理学研究科博士後期課程単位取得満期退学。1985年、理学博士号取得（筑波大学）。1987年に三重大学教育学部助教授を経て、1994年、三重大学教育学部教授。

## 論文
- 露峰茂明「3次のSiegel modular formについて」『代数幾何学シンポジューム記録』第1981巻、京都大学数理解析研究所、1981年、84-107頁、CRID 1050845760762959360。
- 露峰茂明「Siegel modular variety上のHolomorphic tensor (Automorphic representationの研究)」『数理解析研究所講究録』第583巻、京都大学数理解析研究所、1986年2月、87-105頁、CRID 1050001335633419776、hdl:2433/99339、ISSN 1880-2818。
- 露峰茂明「Rings of automorphic forms which are not Cohen-Macaulay」『数理解析研究所講究録』第595巻、京都大学数理解析研究所、1986年7月、1-12頁、CRID 1050282677040506240、hdl:2433/99534、ISSN 1880-2818。
- 露峰茂明「Hilbert modular group と Siegel modular group の保型因子(保型形式とゼータ関数の研究)」『数理解析研究所講究録』第752巻、京都大学数理解析研究所、1991年5月、123-133頁、CRID 1050282677039663232、hdl:2433/82064、ISSN 1880-2818。
- 露峰茂明「Cusp Forms Γ_0(p) of weight 2」『三重大学教育学部研究紀要. 自然科学』第45巻、三重大学教育学部、1994年3月、7-25頁、CRID 1050001202940520320、hdl:10076/4845、ISSN 03899225。
- 露峰茂明「The values of Hilbert-Eisenstein series at cusps」『三重大学教育学部研究紀要, 自然科学・人文科学・社会科学・教育科学』第64巻、三重大学教育学部、2013年3月、1-20頁、CRID 1050282677916431744、hdl:10076/12314、ISSN 18802419。
- 露峰茂明「ヒルベルト・アイゼンシュタイン級数の尖点での値, II」『三重大学教育学部研究紀要. 自然科学・人文科学・社会科学・教育科学・教育実践』第67巻、三重大学教育学部、2016年3月、7-22頁、CRID 1050282677912318080、hdl:10076/15090、ISSN 1880-2419。
- 露峰茂明「ヒルベルト・アイゼンシュタイン級数の尖点での値, III」『三重大学教育学部研究紀要 自然科学・人文科学・社会科学・教育科学・教育実践』第71巻、三重大学教育学部、2020年2月、15-30頁、CRID 1050286428523430144、hdl:10076/00019321、ISSN 1880-2419。

学位論文
- 露峰茂明『保形形式の環についてのある結果 [Some results on rings of automorphic forms]』筑波大学、1985年。doi:10.11501/11568313。 NAID 500000059161。

1. ↑  学位論文.